# Pronomes pessoais de gênero
Pronomes pessoais de gênero ou pronomes de gênero de preferência (muitas vezes abreviados como PGP) são o conjunto de pronomes (pronomes pessoais de terceira pessoa) que um indivíduo deseja que outros usem para refletir a identidade de gênero dessa pessoa. Em inglês, as pessoas começaram a declarar os pronomes escolhidos indicando primeiramente o pronome de sujeito e depois o de objeto (por exemplo, he/him, she/her, they/them). O modelo foi adotado por diversos outros países (em português, por exemplo, ele/dele, ela/dela, elu/delu). Os pronomes escolhidos podem incluir neopronomes.

## Justificativa e uso
Em português, uma pessoa normalmente declarará seus pronomes de preferência indicando primeiramente o pronome pessoal e depois o possessivo, como ele/dele, ela/dela, elu/delu. Uma pessoa que usa vários pronomes (de forma intercambiável ou em contextos diferentes) pode listar ambos os pronomes sujeitos, por exemplo ela/ile, elu/ele, ela/ele. Entretanto, há quem especifique o artigo e desinência, além do pronome, como em a/ela/-a, o/ele/-o e ê/elu/-e.
Os PGPs passaram a ser utilizados como forma de promover a equidade e a inclusão de pessoas trans e não binárias. Seu uso foi identificado por assistentes sociais, educadores, e profissionais médicos como uma consideração prática e ética. Manuais de redação e associações de jornalistas e profissionais de saúde aconselham a utilização do pronome escolhido ou considerado adequado pela pessoa em questão. Ao lidar com clientes ou pacientes, os profissionais de saúde são aconselhados a tomar nota dos pronomes usados pelos próprios indivíduos, o que pode envolver o uso de pronomes diferentes em momentos diferentes. Isto também se estende ao nome escolhido pela pessoa em questão. Os grupos de defesa LGBT também aconselham o uso de pronomes e nomes sociais ou considerados apropriados pela pessoa em questão. Recomendam ainda evitar a confusão de gênero quando se referem aos antecedentes das pessoas transgênero, tais como a utilização de um título ou classificação para evitar um pronome ou nome de gênero.
A prática de compartilhar pronomes pessoais de gênero tem sido praticada na comunidade LGBT há décadas. Tornou-se uma prática comum em ambientes e redes sociais. Sites de mídia social, incluindo Twitter, Instagram e LinkedIn, adicionaram campos de pronomes dedicados às páginas de perfil de seus usuários.
Em julho de 2021, o Pew Research Center relatou que 26% dos estadunidenses conheciam alguém que preferia pronomes neutros em vez de ela ou ele, um aumento em relação aos 18% em 2018.

Muitas línguas neolatinas não possuem pronomes neutros originalmente (ao contrário do inglês, das línguas eslavas, chinês, etc.), por esse motivo, os neopronomes — ilu, elu, ile, el, ili, el@, etc. — foram criados.

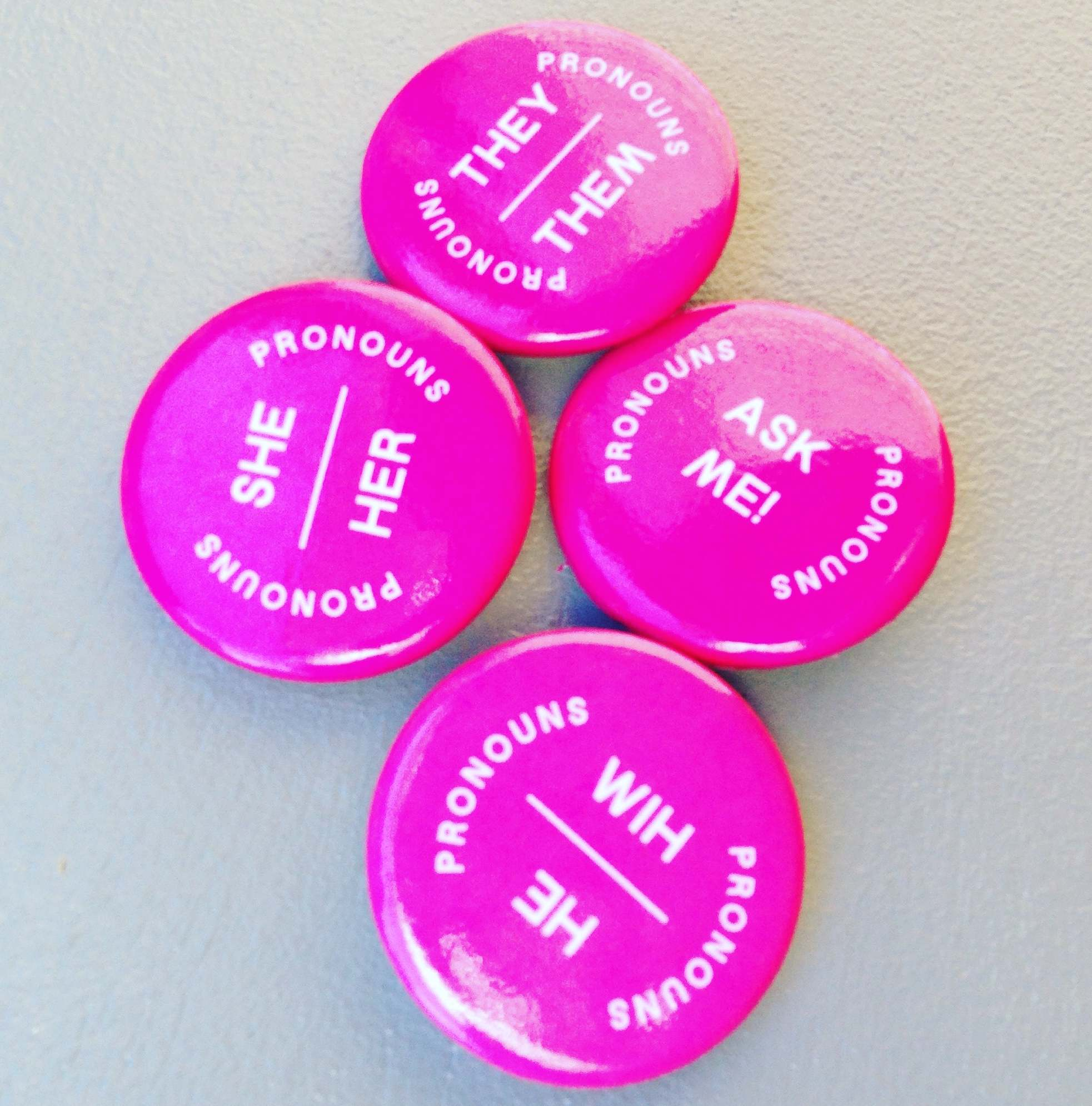
Um conjunto de quatro bottons, criados pela Câmara Municipal de Brighton.

### Cuidados
A reitora feminina do Pomona College, Rachel N. Levin, desaconselhou os professores que pedem aos alunos que revelem seus PGPs durante as apresentações das aulas, pois isso poderia perturbar aqueles a quem o uso do PGP deveria apoiar. Os dois exemplos dados por Levin incluem um aluno que tem que enfrentar a não passabilidade (em outras palavras, que sua apresentação de gênero não é clara para as pessoas ao seu redor) e outro aluno que não sabe quais pronomes solicitar que outros usem. Christina M. Xiao, uma estudante da Universidade Harvard que era a favor do uso de PGPs, se opôs à obrigatoriedade de PGPs, dizendo que fazer uso de PGPs pode forçar as pessoas a uma situação desconfortável em que elas se expõem ou se sentem "incrivelmente disfóricas".
Steven Taylor, da Inclusion and Diversity Consultant dor Inclusive Employers, uma organização focada em melhorar a inclusão no ambiente de trabalho, escreveu que enquanto adicionar pronomes é um meio de pessoas cisgênero fazerem as pessoas trans e não-bináries mais reconhecidas, isso não devia ser mandatório, visto que uma empresa pode ter colegas de trabalho trans que ainda não se sentem confortáveis em compartilhar seus pronomes. O projeto de orientação do Escritório de Pesquisa de Minorias Sexuais e de Gênero do NIH e do Escritório de Equidade, Diversidade e Inclusão disse que revelar pronomes pessoais ao iniciar uma conversa pode deixar os outros "mais confortáveis para revelar os seus próprios e evitar erros de gênero no local de trabalho". No entanto, alertou que recusar intencionalmente o uso dos pronomes corretos de alguém é “equivalente a assédio e uma violação dos direitos civis de alguém” e que a divulgação dos pronomes deve ser “uma escolha individual e não um mandato”. Além disso, Meredith Boe, da Inhersight, disse que as empresas não deveriam exigir pronomes nas assinaturas de e-mail porque isso pode "deixar muitas pessoas com gênero amplo desconfortáveis".

### Terminologia
Existe alguma discordância sobre se deve ou não referir-se aos PGPs como de preferência. Algumas pessoas omitem a palavra preferência, chamando-os de pronomes de gênero ou simplesmente pronomes para enfatizar que o uso correto de pronomes é uma responsabilidade social e não uma preferência individual. Existe a preocupação de que a inclusão de preferência no nome possa causar a percepção de que o uso dos PGPs de um indivíduo é opcional. Levin afirma que "os pronomes não são preferidos, mas simplesmente corretos ou incorretos para a identidade de alguém". Aqueles que mantêm de preferência apontam para um paralelo com nomes de preferência ou como forma de afirmar a agência ou o direito do indivíduo de escolher seus próprios pronomes.

## Políticas organizacionais
Algumas organizações introduziram políticas que facilitam a especificação de PGPs, particularmente em assinaturas de e-mail. Estes incluem Workday, Virgin Group, TIAA, Marks & Spencer, IBM, Força Aérea dos EUA, Corpo de Fuzileiros Navais dos EUA, BBC, e Ministério da Defesa do Reino Unido.
Algumas empresas alteram as políticas para incentivar a partilha de PGPs para serem mais atraentes e inclusivas para pessoas funcionárias e clientes trans e não binárias. A organização Out & Equal recomendou que os empregadores façam com que o fornecimento de pronomes seja algo voluntário e não obrigatório e disse que usar os pronomes corretos faz a diferença, especialmente para aqueles com inconformidade de gênero e que são transgêneros. Blackboard, a ferramenta de aprendizagem on-line, destacou a importância dos pronomes de gênero preferidos e como defini-los no programa. A Comissão de Serviço Público de Te Kawa Mataaho na Nova Zelândia forneceu orientação sobre o uso de PGPs em assinaturas de e-mail e o Manual de Estilo do governo australiano tem uma subseção sobre escolha de pronomes.
Em Julho de 2021, o governo escocês propôs que os seus 8.000 funcionários públicos se comprometessem a incluir os seus PGP nos seus e-mails, mas uma sondagem interna revelou que mais de metade não estava disposta a fazê-lo. A secretária permanente do governo escocês, Leslie Evans, considerou os resultados da votação decepcionantes, uma mulher trans e ativista política Debbie Hayton, alertou sobre as possíveis consequências da proposta para as pessoas trans, enquanto o grupo de campanha For Women Scotland se opôs à proposta, chamando-a de assustador e antidemocrático.
Em agosto de 2021, uma carta assinada pela Leeds University and College Union e pela equipe LGBTQ da Universidade de Leeds e grupos de estudantes, à vice-chanceler Simone Buitendijk, apelou à Universidade para implementar políticas para enfrentar a transfobia e um ambiente hostil no campus, incluindo não pedir à pessoas trans seus Certificados de Reconhecimento de Gênero. Perto do final da carta, os grupos sugeriram uma "política de pronomes eficaz e adequada à finalidade", que incluía Buitendjik usando pronomes em sua assinatura de e-mail e promovendo um ambiente "que incentiva o compartilhamento de pronomes", a fim de mostrar apoio para pessoas transexuais. Em outubro de 2021, a Leeds University and College Union informou que "algum progresso limitado" havia sido feito em resposta à sua carta, mas não mencionou os PGPs.
Em agosto de 2021, o governo da Escócia recomendou que as escolas permitissem que os alunos trans usassem os banheiros, nomes e pronomes de sua escolha.

## Questões jurídicas e reconhecimento legal
Em 2018, o médico David Mackereth não foi contratado pelo Departamento de Trabalho e Pensões (DWP) do Reino Unido porque se recusou a usar PGPs para indivíduos transexuais, dizendo que eles iam contra a sua fé cristã. Um painel de emprego em 2019 decidiu que as suas opiniões eram “incompatíveis com a dignidade humana” e que o DWP não tinha violado a Lei da Igualdade de 2010. Mackereth se opôs à decisão, assim como o Christian Legal Center (um projeto da Christian Concern ), enquanto o DWP acolheu favoravelmente a decisão. Andrea Williams, do Christian Legal Centre, afirmou que a decisão foi “a primeira vez na história da lei inglesa que um juiz decidiu que os cidadãos livres devem exercer o discurso forçado”. Em resposta à decisão, Piers Morgan chamou Mackereth de fanático que era hipócrita em suas crenças.
Em novembro de 2018, a Comissão Europeia recomendou diretrizes que enfatizam a desejabilidade do uso de PGPs e pronomes de gênero preferidos pelos indivíduos, inclusive por professores e alunos, de acordo com políticas de não discriminação. O relatório também observou que apenas as escolas na Grécia, Malta e Noruega eram obrigadas a respeitar o nome das pessoas e os PGP, e afirmou que este parece ser o caso na Finlândia e em algumas regiões de Espanha.
Em março de 2021, o juiz do tribunal federal de apelações Amul Thapar decidiu que Nicholas Meriwether poderia processar a Shawnee State University por violar "seus direitos constitucionais" depois que a universidade o disciplinou por não usar os pronomes corretos para um de seus alunos, que era transgênero, e por violar as políticas antidiscriminação do campus. Asaf Orr, diretor do Projeto Juventude Transgênero do Centro Nacional para os Direitos das Lésbicas, que representou a estudante no caso, disse que a decisão “abre a porta para a discriminação em geral”. Andrew M. Koppelman, professor de direito da Northwestern University, teve uma opinião semelhante. John K. Wilson, editor do blog da Associação Americana de Professores Universitários, chamou a decisão de boa "para proteger os direitos do corpo docente", mas afirmou que as crenças religiosas de um professor "não deveriam dar-lhes direitos especiais para maltratar os alunos" e que os professores não têm "latitude total" para determinar quais alunos receberão "pronomes respeitosos e quais não receberão".
Em maio de 2021, em uma declaração judicial por escrito apelando de uma decisão no caso Forstater v Centro para o Desenvolvimento Global da Europa, Maya Forstater escreveu: "Reservo-me o direito de usar os pronomes ele e dele para pessoas do sexo masculino. Ninguém tem o direito de obrigar outros a fazer declarações nas quais não acreditam". O jornal online PinkNews descreveu Forstater como crítica de gênero e como reivindicadora do "direito de confundir mulheres trans". Em 2019, o juiz do caso inicial perante o tribunal do trabalho, James Tayler, decidiu contra ela. Ele afirmou que a crença dela de que "o sexo é imutável e não deve ser confundido com a identidade de gênero" era algo "não digno de respeito em uma sociedade democrática", chamou suas crenças de absolutistas e argumentou que há "uma dor enorme que pode ser causada por erro de gênero". O juiz do Employment Appeal Tribunal, Akhlaq Choudhury, anulou a decisão de Tayler, concluindo que a crença crítica de gênero de que o sexo biológico é real, importante e imutável está de fato protegida pela Lei da Igualdade; ainda assim, Choudhury deixou claro que a decisão não significava "que aqueles com crenças críticas de gênero possam errar o gênero de pessoas trans impunemente".
Em outubro de 2021, o juiz do Tribunal de Direitos Humanos da Colúmbia Britânica, Devyn Cousineau, decidiu que, para aqueles que não são bináries, trans e não cisgêneros, "usar os pronomes corretos valida e afirma que eles são uma pessoa igualmente merecedora de respeito e dignidade".
A atualização de dezembro de 2021 do Equal Treatment Bench Book aconselhou os juízes que o uso de pronomes de gênero preferidos é “cortesia comum”. A orientação afirma que pode haver situações em que uma testemunha pode se referir a uma pessoa transgênero com “pronomes que correspondam ao gênero atribuído no nascimento” e que os juízes devem estar atentos a “como alguém prefere ser tratado”. Afirma ainda que as vítimas de violência sexual ou de violência doméstica devem ser autorizadas a utilizar pronomes de acordo com o gênero atribuído no nascimento “porque isso está de acordo com a experiência da vítima e a percepção dos acontecimentos”.
Em abril de 2021, as políticas do Departamento de Trabalho dos Estados Unidos sobre identidade de gênero incentivam os gerentes e supervisores a se referirem às pessoas pelos pronomes e nomes que desejam usar, afirmando que o uso indevido contínuo de pronomes e nomes pode "violar a privacidade da pessoa (...) colocá-los em risco de dano" e em certas circunstâncias, "pode ser considerado assédio". Também aconselhou essas pessoas a usarem uma linguagem neutra em termos de gênero, a fim de "evitar suposições sobre a orientação sexual ou identidade de gênero dos funcionários" e afirmou que o gênero de alguém "não deve ser presumido com base nos seus pronomes". A Comissão de Oportunidades Iguais de Emprego dos EUA também sugeriu que, embora o uso indevido dos PGPs e do nome de um funcionário transgênero não viole o Título VII, fazê-lo intencional e repetidamente "poderia contribuir para um ambiente de trabalho ilegal e hostil". Decisões da EEOC em Lusardi v. Departamento do Exército (2013), Jameson v. Sacks & Co. (2015) e Jamal v. Saks & Co. (2015) concluíram que o uso indevido intencional de PGPs criou um ambiente de trabalho hostil. A comissão também disse que o assédio à identidade de gênero pode incluir o uso indevido repetido e intencional de PGPs.
Em maio de 2022, o grupo conservador Policy Exchange informou que a polícia e os tribunais do Reino Unido se referiam aos suspeitos pelo pronome preferido porque a autoidentificação de gênero tinha sido adotada como política, apesar de não ter base legal. A prática foi revelada por pedidos de liberdade de informação feitos pelo grupo de campanha Fair Play for Women. O relatório recomendou o fim do uso obrigatório de pronomes preferidos pela polícia.

## Crítica
Alguns grupos e indivíduos têm criticado a aplicação dos PGPs. O congressista republicano estadunidense Greg Murphy se opôs à permissão da Força Aérea dos EUA para PGPs em blocos de assinatura de e-mail, chamando isso de inacreditável e argumentando que isso prejudicava a preparação militar. Em uma dissidência no caso Bostock v. Clayton County, o juiz da Suprema Corte dos EUA, Samuel Alito, disse que a decisão da maioria, na qual o Tribunal considerou que o Título VII da Lei dos Direitos Civis de 1964 protege os funcionários contra a discriminação por serem gays ou transgêneros, pode levar alguns a alegar que não usar o seu PGP "viola uma das leis federais que proíbem a discriminação sexual" e acreditava que a decisão afetaria a forma como os empregadores "se dirigem aos seus empregados" e como os funcionários das escolas e professores falam com os alunos.